# گشا دوبروولسکا
گُشا دوبرووُلسکا (لهستانی: Gosia Dobrowolska؛ زادهٔ ۲ ژوئن ۱۹۵۸) بازیگر اهل لهستان و استرالیا است.
از فیلم‌ها یا برنامه‌های تلویزیونی که وی در آن نقش داشته‌است، می‌توان به شرق غرب ۱۰۱، همه قدیسین، تبعید و هراس اشاره کرد.